# Cmentarz ewangelicki w Mursku
Cmentarz w Mursku – nieczynna nekropolia ewangelicko-augsburska zlokalizowana w Mursku, w gminie Włocławek, po południowej stronie lokalnej drogi z Murska do Zuzałki.
Cmentarz został założony w drugiej połowie XIX wieku i przynależał do kościoła w Ładnem, który obecnie nie istnieje. Stał on naprzeciw bramy cmentarnej, po drugiej stronie drogi, którą przebiega granica administracyjna pomiędzy Murskiem, a Ładnem. Do areału cmentarza prowadzi ceglana, ozdobna brama z napisem w języku niemieckim: Bedenke, Mensch, das Ende, bedenke deinen Tod! (pol. Zastanawiaj się, człowieku, nad końcem, zastanawiaj się nad swoją śmiercią!). Słowa te zostały zaczerpnięte z XVII-wiecznej kantaty zatytułowanej Bedenke, Mensch, das Ende, czyli tzw. Pieśni wieczności (niem. Ewigkeitslied).
W 2012 zachowanych było dwanaście nagrobków z kamienia i kilkanaście ziemnych. Na szczycie pagórka stoi krzyż drewniany o kilkumetrowej wysokości. Groby zlokalizowano po zachodniej stronie tego wzniesienia. Niemcy w okolicach Włocławka pojawili się głównie po drugim rozbiorze Polski w 1793, choć ich niewielkie osadnictwo miało miejsce już w XIV wieku. Po zakończeniu II wojny światowej zostali stąd usunięci, a cmentarz przestał funkcjonować. Od 2010 trwają w obrębie nekropolii prace porządkowe, jak również dokumentacyjne.

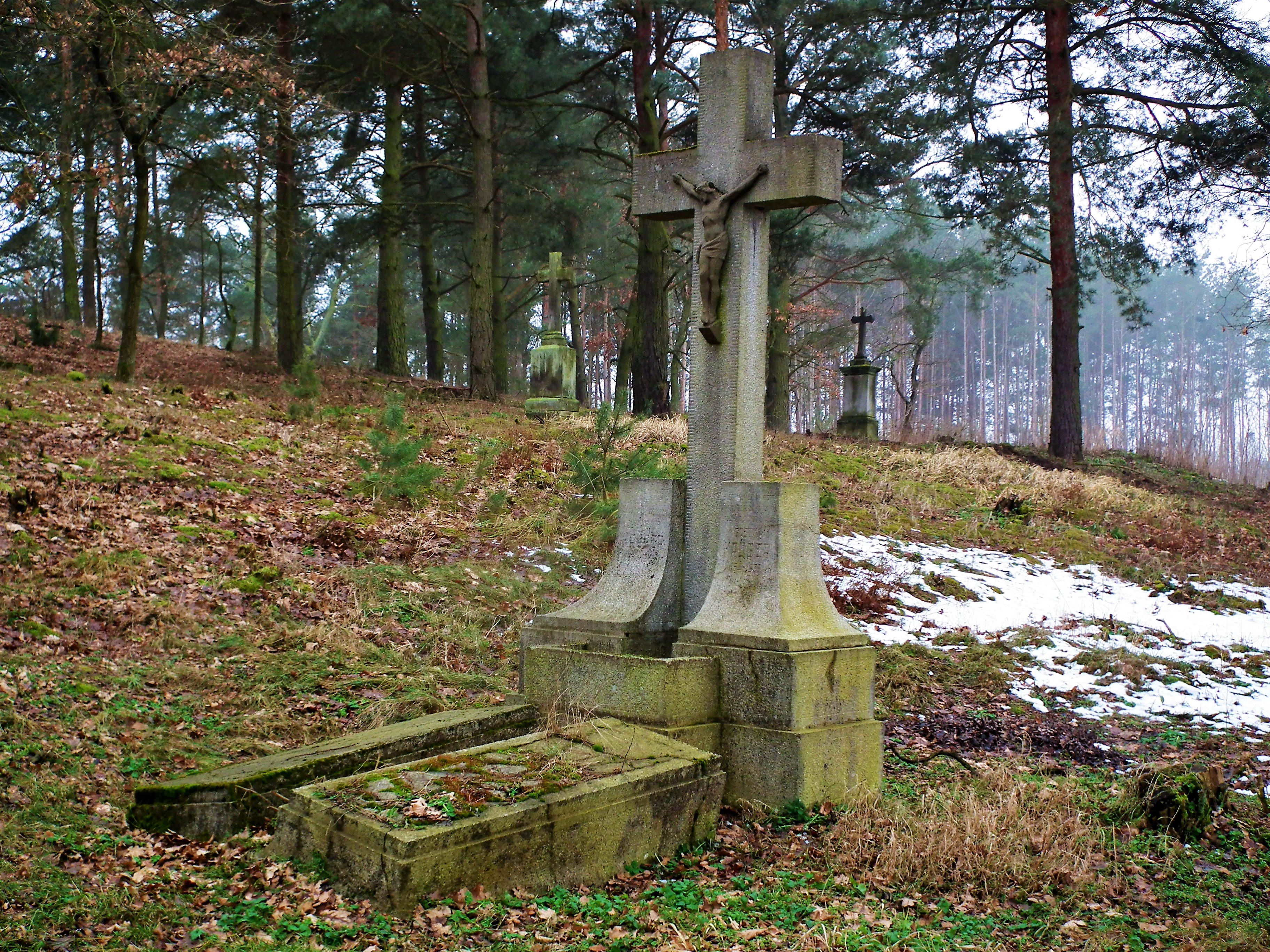
Fragment
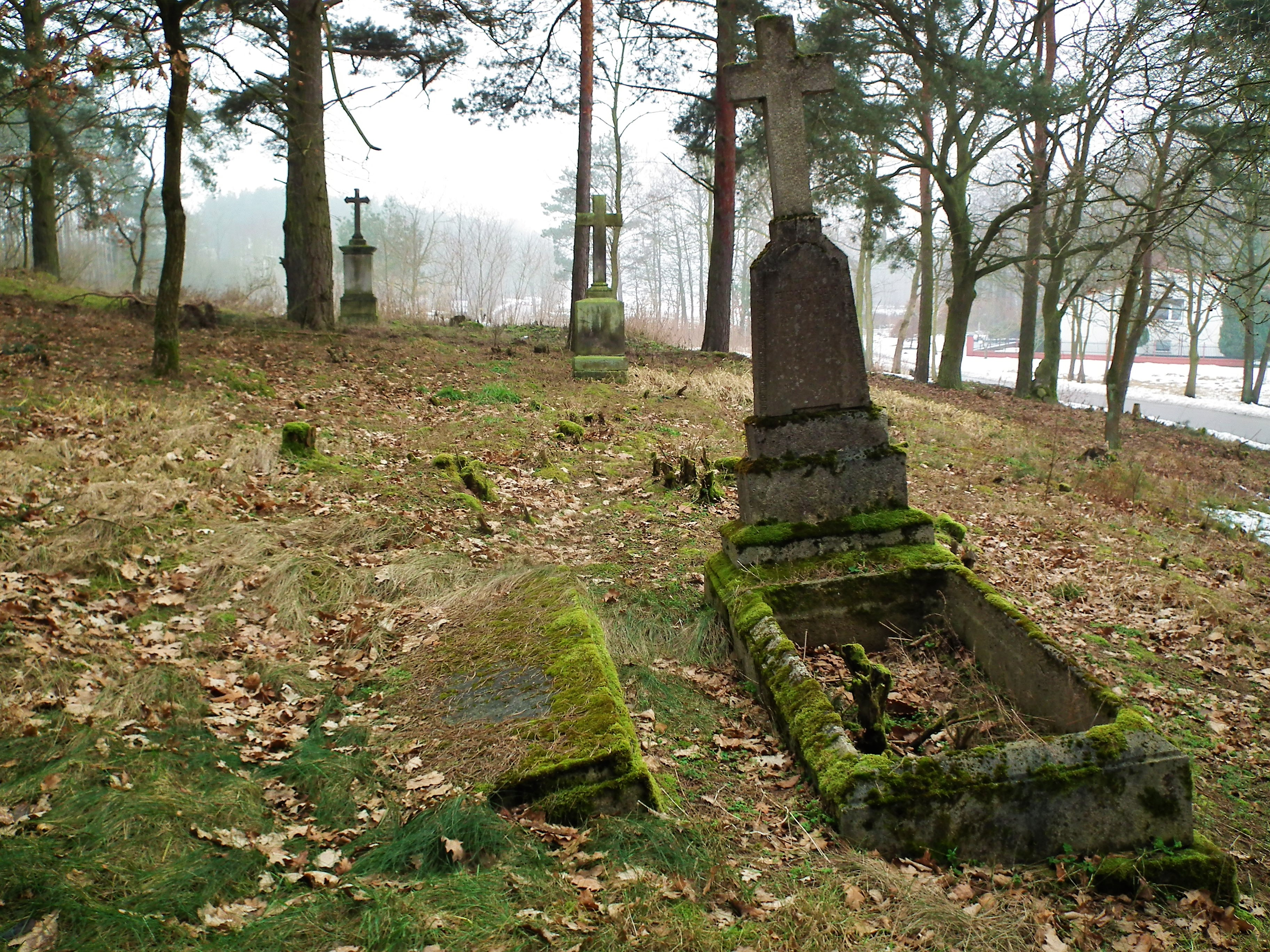
Nagrobki
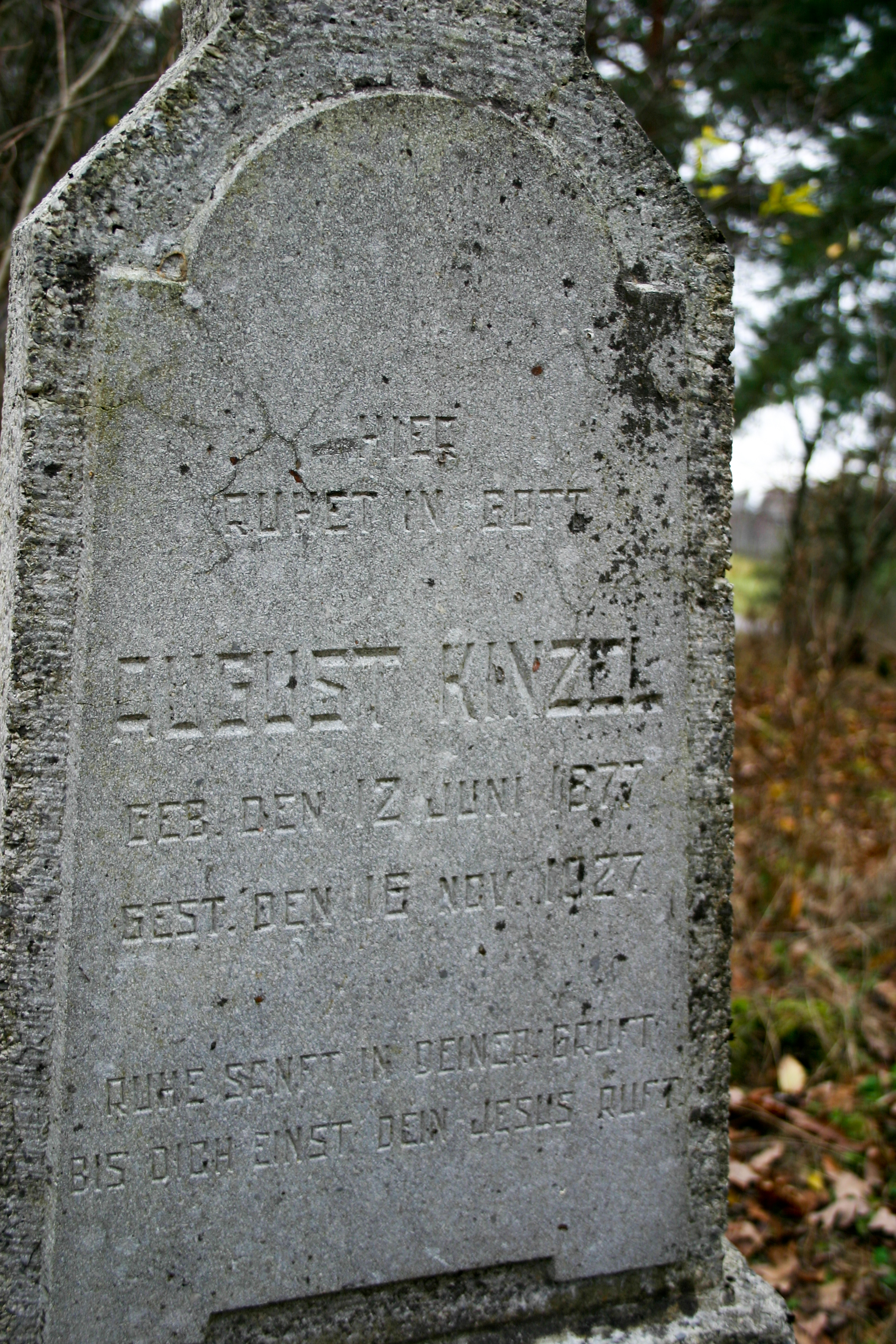
Nagrobek